# ゲッターロボ大決戦!
『ゲッターロボ大決戦!』（ゲッターロボだいけっせん）は、1999年（平成11年）9月9日にバンダイビジュアルから発売されたPlayStation用シミュレーションRPG。『スーパーロボット大戦シリーズ』と似たコンセプトやシステムを持つ、『ゲッターロボ』シリーズのシミュレーションRPGである。全21話。
世界観の設定については原作漫画版とアニメ版を混ぜたような構成となっているが、キャラクターデザインについては漫画版を踏襲している。

## システム
ゲーム開始時、プレイヤーの分身となる主人公は、早乙女研究所のパイロット訓練生として登録するため、性別や名前を設定する。主人公は開始直後ではゲッターロボのパイロットとして搭乗できないが、インターミッションで行なわれるゲッターロボ合体シミュレーションに合格することで搭乗することが可能になる。このシミュレーションは、当初からモノトーンの真ゲッターロボで行なわれ、規定の条件で時間内に合体を成功させることでレベルが上がる。ゲームの進行にともなって追加される新たなゲッターロボに登場するには、より難易度の高いシミュレーションに合格しなければならない。ただし、主人公以外のパイロットは自由にゲッターロボに乗り換えできる。また、後に追加されるゲッターロボ號に登場した各国のスーパーロボットパイロットも、自由にゲッターに搭乗可能（ゲッターロボ斬のみ例外、後述）。
パイロットや機体に対する強化改造・パラメータ変更は無く、パイロットのレベルが上がると機体に新しい武器が追加され、機体の能力にもプラス補正がかかる。また『スーパーロボット大戦シリーズ』（以下スパロボシリーズ）と同様、精神コマンドのような「能力」がパイロットに付加される。これには地形の影響を受けなくなるなどのパッシブコマンドが多く、偵察や補修などのアクティブコマンドが少ない。
機体にはHPとGE（ゲッターエネルギー）のパラメータが設定され、GEが切れるとゲッターロボは攻撃も移動もできなくなるが、ゲッターロボであればGEはターンごとにある程度回復する設定である（號など非ゲッター線稼動ロボを除く）。分離合体は当該ユニットが隣接している場合は自由に行なえ、いわゆる旧ゲッターのみに特殊な合体も用意されている（後述）。レディコマンドやBT-23など修理機能を持つ機体も存在する。
戦闘システムは基本的にスパロボシリーズに準ずるが、本作の場合、攻撃を受ける側のコマンド選択で「回避」を選択しないと必ず命中しダメージを受ける。回避の場合、ゲッターロボのみ一定の確率でオープンゲットを発動するが、自機から攻撃した場合に反撃を受けると必ずダメージを受ける。そのため、メインユニットはほぼMAP攻撃が可能となっており、ダメージを受けずに攻撃する重要な攻略要素となっている（ただし、エネルギー消費が激しいので連発不能）。
戦闘アニメーションは全てポリゴンの3DCGで表示され、一部のシナリオではアニメデモが入る。

## 主な登場機体（登場作品）
ゲッターロボ（『ゲッターロボ』）
最初に登場する機体。各ゲットマシンに分離可能。機体の詳細はゲッターロボ#登場メカを参照。この機体のみにゲットマシン2機による特殊合体ができ、ゲットマシンよりは強力だが、3機合体したゲッターロボよりも弱い。合体名称はゲームの取扱説明書による。
- ゲッター1・2：イーグル号＋ジャガー号でゲッター1の上半身のみ。出力は弱いがゲッタービームが撃て、トマホークも使える。
- ゲッター2・3：ジャガー号＋ベアー号でゲッター2の上半身のみ。ゲッタードリルが使えるが性能はゲッター2よりも劣る。
- ゲッター3・1：ベアー号＋イーグル号でゲッター3の上半身のみ。ゲッターミサイルが使えるが性能はゲッター3よりも劣る。

ゲッターロボG（『ゲッターロボG』）
3話にて追加される。各ゲットマシンに分離可能。機体の詳細はゲッターロボG#登場メカを参照。特殊合体は無し。ライガーのドリルが、元の設定では右腕の5本指マニピュレーターと切り替え式であるが、本作では左腕のアンカーが展開した中に格納されている。
レディコマンド（『ゲッターロボG』）
アニメ作品同様、燃料補給担当だがゲッター線使用機への補給はできない。ゲッターロボへの補給は號のみとなっている。
ゲッターロボ斬（ゲッターロボざん）（オリジナル）
5話で追加される女性専用のゲームオリジナル機体。橘博士が開発した和風な意匠を持った女性型ゲッターロボである。主人公を男性にした場合は搭乗できない。各ゲットマシンに分離可能。各形態は以下の通り。元パイロットと女主人公以外は早乙女ミチル、橘翔、メリー・キングが搭乗可能。
- ゲッター烈火（ゲッターれっか）：上から烈火号・紫電号・金剛号で合体。ゲッター1に当たる空中形態。ゲッタートマホークに相当する二振りの刀、火斬刀を使う。必殺技は斬魔光（ざんまこう）。
- ゲッター紫電（ゲッターしでん）：上から紫電号・金剛号・烈火号で合体。ゲッター2に当たる高速地上・地中形態。右手がドリルになっている他、ゲッタービジョンに相当するゲッター影分身も使用可能。必殺技は蛇旋光。
- ゲッター金剛（ゲッターこんごう）：上から金剛号・烈火号・紫電号で合体。ゲッター3に当たる海中形態で、合体形式もゲッター3に順ずる。必殺技は修羅爆雷。

ゲッターロボ號（『ゲッターロボ號』）
6話で追加されるゲッターロボ。ゲッター線で動いていないのでGEが回復しないが、エネルギー消費が少ない。本作ではデザインは漫画版だが、武装はアニメ版の名称が使われている（肩のローターが無いデザインのため、ブーメランソーサーは使用不可、マグフォースサンダーは使用法が異なっている）。スーパーゲッター號も登場するがカラーリングは本作オリジナルになっている。
機体の詳細はゲッターロボ號#登場メカを参照。
真ゲッターロボ（『ゲッターロボ號』、『真ゲッターロボ 世界最後の日』）
9話で追加。シミュレーションもA級に合格しないと搭乗できない。カラーリングと一部の武装は本作オリジナルだが、条件を満たすことで真ゲッター1のカラーリングをOVA版と同様にすることができる。
機体の詳細は真ゲッターロボ (架空のロボット)を参照。
ブラックゲッター（セミオリジナル、『真ゲッターロボ 世界最後の日』）
14話で追加される。OVAに登場したブラックゲッターとはデザインが異なり、研究所の余剰パーツで組み上げた（主に真ゲッター1の頭部と足、ゲッタードラゴンの胴体、ゲッター號の左腕、ゲッター2のクローとドリルを組み合わせた右腕で構成）ために一人乗りで変形合体が不可能であり、右手がマニピュレーターでは無い。ゲッタービームは額から放つ。
ゲッターエンペラー
本作では早乙女博士の製作した宇宙母艦として登場。漫画版に登場した合体前の1機がエンペラーと呼ばれる。20話で登場。
真ゲッタードラゴン（オリジナル、『真ゲッターロボ 世界最後の日』）
最終話に登場。ゲッターロボG（ドラゴン）が進化したもの。真ゲッターロボのドラゴン版ともいえるものであり、モーフィング機構を備える。ライガーやポセイドンへの変形はせず（それでもパイロットは3人必要）、真ゲッタードラゴンの状態からライガーのドリル、ポセイドンのミサイルをモーフィング機構を利用して部分的に使用することが可能。
テキサスマック（『ゲッターロボ』、『真ゲッターロボ 世界最後の日』）
TV版のデザインが用いられている。戦艦テキサスの護衛機として登場。射程が長く中盤までは重宝する。2人乗り。
BT-23
ステルバー
ロボストーン
キングダム007
グスタフ（全て『ゲッターロボ號（原作版）』）
『ゲッターロボ號』に登場した米・英・独・加のスーパーロボット。BT-23は原作では失敗作とされた試作機だが、序盤では修理ユニットおよび体当たりで戦力となる。ステルバーは2人乗りでゲッターロボに劣らない戦闘力がある。ロボストーンは原作ではロボスーンと呼ばれた巨大なローラーを脚部に持つロボット。キングダム007は原作ではメインキャラクターが乗っていないやられ役だったが、本作ではリンダが乗って参戦し、潜水艦援護をもつ海戦ロボとなった。グスタフは攻撃方法にヘリとタンクに分離しての攻撃が再現されたが、ユニットとしては分離できない。

## 登場人物

### 主要パイロット
主人公（声：私市淳〈男〉、宇和川恵美〈女〉）
性別、氏名選択可能。合体訓練合格によりレベルの高い機体へ乗り換え可能。
流竜馬（声：神谷明〈ナレーションも兼任〉）
初代ゲッターチームのリーダー。本作においては女性専用である斬以外乗り換え可能。他の男性パイロットも同じである。ベースは漫画版を踏襲で他のキャラクターも同じである。
神隼人（声：増谷康紀）
初代ゲッターチームのメンバー。漫画版の様な橘研究所（ネイサー）側との絡みはなし。
巴武蔵（声：川津泰彦）
初代ゲッターチームのメンバー。本作では戦死しない。ゲッター3で「大雪山おろし」が、真ゲッター3で「真・大雪山おろし」が使用可能。
車弁慶（声：高塚正也）
武蔵の後任。武蔵と同様に「大雪山おろし」および「真・大雪山おろし」が使用可能。
早乙女ミチル（声：満仲由紀子）
ゲッターロボの開発者、早乙女博士の娘。各種ゲッターロボの乗り換えも可能。
一文字號（声：福山潤）
橘研究所所属のゲッターチームのリーダー。
橘翔（声：米本千珠）
橘研究所所属のゲッターチーム。ゲッターロボ號の開発者である橘博士の娘。デザインは漫画版でロングヘアー。
大道剴（声：稲田徹）
凱ではなく剴。橘研究所所属のゲッターチーム。漫画版と同じく巨漢。
水樹茜（声：角田早穂）
ゲッターロボ斬のパイロットでリーダー。女性。
秋山椿（声：吉武範子）
ゲッターロボ斬のパイロット。女性。
柴崎楓（声：土屋実紀）
ゲッターロボ斬のパイロット。恰幅の良い女性。

### 味方側人物
ジョン・ランバート（声：塩屋浩三）
シュワルツ（声：遠藤守哉）
ボブ・ホスナー（声：村上陽）
サム・ホスナー（声：戸北宗寛）
リンダ・ティラミス（声：藤野とも子）
ヒム・シャトナー（声：徳山靖彦）
ジャック・キング（声：西脇保）
メリー・キング（声：新千恵子）
テキサス艦長（声：平野正人）
早乙女博士（声：佐藤正治）
橘博士（声：麻生智久）

### 敵側人物
地底魔王ゴール（声：塩屋浩三）
ニオン（声：戸北宗寛）
竜二（声：徳山靖彦）
ラセツ男爵（声：村上陽）
バット将軍（声：麻生智久）
ブライ大帝（声：江川央生）
橘信一（声：遠藤守哉）
ランドウ（声：塩屋浩三）
ギィムバグ（声：堀之紀）
昆虫軍団（声：西脇保）
ラセツ兵（声：徳山靖彦）

## 関連商品
- 『ゲッターロボ大決戦!』　オリジナルサウンドトラック（1999年10月21日発売）
- 『ゲッターロボ大決戦!』 OP&EDテーマ 「Can'tStop / Say good-bye loneliness」（1999年9月21日発売）
  - 「Can'tStop」は遠藤正明、「Say good-bye loneliness」は中瀬聡美による歌唱。